# Eamonn Coghlan
Eamonn Coghlan (né le 21 novembre 1952 à Drimnagh, une banlieue de Dublin) est un athlète irlandais, naturalisé américain, spécialiste des courses de fond. Après l'arrêt de sa carrière sportive, il est devenu sénateur dans son pays. 

## Biographie

### Carrière sportive
Il a été champion du monde sur 5 000 m et a participé trois fois aux Jeux olympiques sous les couleurs du New York Athletic Club.

### Carrière politique
Après avoir pris sa retraite sportive, il devient sénateur d’Irlande en mai 2011, avant de rejoindre le parti Fine Gael.

## Palmarès
- Championnats du monde d'athlétisme 1983 à Helsinki :
  -  Médaille d'or du 5 000 m
- Championnats d'Europe 1978 à Prague :
  -  Médaille d'argent du 1 500 m
- Championnats d'Europe en salle 1979 à Vienne :
  -  Médaille d'or du 1 500 m
- Coupe du monde des nations 1981 à Rome :
  -  Vainqueur du 5 000 m